# رون بريس
رون بريس (بالإنجليزية: Ron Brace)‏ هو لاعب كرة قدم أمريكية أمريكي، ولد في 18 ديسمبر 1986 في سبرينغفيلد في الولايات المتحدة، وتوفي في 23 أبريل 2016 بسبب نوبة قلبية.

## وصلات خارجية
- رون بريس على موقع مرجع كرة القدم المحترفة.كوم (الإنجليزية)